# 呉堡県
呉堡県（ごほ-けん）は中華人民共和国陝西省楡林市に位置する県。

## 行政区画
- 街道:宋家川街道
- 鎮:辛家溝鎮、寇家塬鎮、郭家溝鎮、岔上鎮、張家山鎮

## 出身者
- 張維迎 - 経済学者